# Бреус, Пётр Павлович
Пётр Па́влович Бре́ус (2 декабря 1927 — 25 февраля 2000) — советский ватерполист, бронзовый призёр Олимпийских игр 1956 года и бронзовый призёр чемпионата Европы 1958 года.

## Карьера
На Олимпийских играх 1956 года в составе сборной СССР выиграл бронзовую медаль. На турнире Бреус провёл 7 матчей и забил 2 гола.
В составе сборной РСФСР стал победителем Спартакиады 1956 года.
Также выступал в плавании, был рекордсменом Европы в составе эстафетной сборной СССР 4×100 метров.